# 皇甫冉
皇甫 冉（こうほ ぜん、714年 - 767年）は、中国・唐の詩人。字は茂政。本貫は安定郡朝那県。

## 略歴
南方の丹陽郡に移住し、農耕と釣りの日々を送っていたが、張九齢に才能を認められた。玄宗の天宝15載（756年）、進士に及第、無錫の尉となり、代宗の大暦元年（766年）には河南節度使の書記、次いで左拾遺・右補闕を歴任した。
現在『唐皇甫冉詩集』が残っている。

## 詩人としての彼
作品に、『曽山送別（そうざんそうべつ）』（七言絶句）がある。
| 曽山送別       |                                                               |
| 凄凄遊子苦飄蓬 | 凄凄（せいせい）たる遊子（ゆうし） 飄蓬（ひょうほう）を苦しむ |
| 明月清樽祇暫同 | 明月 清樽（せいそん） 祇（た）だ暫くは同（とも）にせん        |
| 南望千山如黛色 | 南のかた千山（せんざん）を望めば黛色（たいしょく）の如し      |
| 愁君客路在其中 | 愁う 君が客路（かくろ）の其の中（うち）に在るを               |